# Коняєва Надія Юхимівна
Надія Юхимівна Коняєва (5 жовтня 1931 року, Чапкіно, Центрально-Чорноземна область РРФСР) — радянська легкоатлетка, бронзовий призер Олімпійських ігор. Заслужений майстер спорту СРСР (1957).

## Кар'єра
На Олімпіаді в Мельбурні в 1956 році Надія завоювала бронзову медаль в метанні списа, поступившись чилійці Марлен Аренс і своєй співвітчизниці Інесе Яунземе.
У 1954 році тричі встановлювала світовий рекорд. На чемпіонаті Європи в тому ж році Коняєва виграла бронзу, поступившись співвітчизниці Вірві Роолайд і Дані Затопковій.
Призерка чемпіонату СРСР в 1953, 1954 і 1956 роках.